# Pořín (železniční zastávka)
Pořín je železniční zastávka v Radostovicích na trati Tábor – Horní Cerekev. Zastávka byla otevřena v roce 1888. Vesnice Pořín, po níž je zastávka pojmenována, se nachází necelé dva kilometry jihovýchodně.

## Provozní informace
Zastávka má jedno nástupiště. V zastávce není možnost zakoupení jízdenky a trať zde není elektrizovaná. Provozuje ji Správa železnic.

## Doprava
Pravidelně zde zastavují pouze osobní vlaky, které jezdí trasu Tábor – Horní Cerekev – Jihlava (– Dobronín).